# Edward Lasok
Edward Augustyn Lasok (ur. 17 września 1952 w Siemianowicach Śląskich) – polski samorządowiec, inżynier i przedsiębiorca, w latach 2010–2018 prezydent Mysłowic.

## Życiorys
Ukończył studia na Wydziale Mechanicznym Energetycznym Politechniki Śląskiej, kształcił się też podyplomowo w warszawskiej Wojskowej Akademii Technicznej.
Pracował jako kierownik techniczny w przedsiębiorstwie transportowym i spółdzielni rolniczej. Później zajął się działalnością gospodarczą, został prezesem zarządu firmy z branży handlowo-usługowej.
W 1990 został po raz pierwszy radnym Mysłowic, wykonując mandat radnego do 2010. W latach 1994–2006 pełnił funkcję przewodniczącego rady miasta. W 2002, w 2003 (w wyborach przedterminowych) i w 2006 bez powodzenia ubiegał się o urząd prezydenta Mysłowic, przegrywając odpowiednio w pierwszej i dwa razy w drugiej turze. W wyborach w 2010 wystartował po raz kolejny (z ramienia kierowanego przez siebie Mysłowickiego Porozumienia Samorządowego). W drugiej turze pokonał ubiegającego się o reelekcję Grzegorza Osyrę, uzyskując ponad 82% głosów. W 2014 z powodzeniem ubiegał się o reelekcję, wygrywając ponownie w drugiej turze. W 2018 nie uzyskał reelekcji (odpadając w I turze), został natomiast wybrany na radnego Mysłowic.

## Życie prywatne
Jest żonaty z Bibianną, ma dwoje dzieci: syna Rafała i córkę Monikę.

## Odznaczenia
Odznaczony m.in. Srebrnym (2001) i Złotym (2008) Krzyżem Zasługi, Srebrnym (2002) i Złotym (2011) Medalem „Za zasługi dla obronności kraju”. Wyróżniony Odznaką „Za Zasługi dla Związku Kombatantów RP i Byłych Więźniów Politycznych” (2004).